# Hilmar Weiß
Hilmar Weiß (* 11. März 1928 in Suhl) ist ein ehemaliger Funktionär der SED in der DDR.

## Leben
Der Sohn eines technischen Angestellten absolvierte nach dem Besuch der Volksschule sowie der Handelsschule von 1944 bis 1946 eine Berufsausbildung zum Kaufmann und wurde daneben während des Zweiten Weltkrieges von 1944 bis 1945 zum Reichsarbeitsdienst eingezogen.
Nachdem er 1945 zunächst Mitglied der SPD wurde, wurde er nach der Zwangsvereinigung von SPD und KPD 1946 SED-Mitglied. Zugleich begann er 1946 seine berufliche Laufbahn als Buchhalter und Leiter des Rechnungswesens im Verband der Konsumgenossenschaften (VdK) in Suhl sowie Meiningen und wurde 1952 Hauptbuchhalter des VdK. Nach dem Besuch der Zentralschule des ZK der SED 1953 in Ballenstedt war Weiß zwischen 1954 und 1958 Vorsitzender des Konsumverbandes im Bezirk Suhl sowie zeitgleich Abgeordneter des Bezirkstages und Mitglied des Rates des Bezirkes Suhl.
Während seiner Tätigkeit als Vorsitzender der Zentralen Revisionskommission (ZRK) des VdK von 1959 bis 1963 absolvierte er zwischen 1959 und 1960 ein Fernstudium an der Hochschule für Binnenhandel in Leipzig und schloss dieses als Diplom-Wirtschaftswissenschaftler ab. Nach seiner Amtszeit als Präsident des Verbandes der Konsumgenossenschaften von 1963 bis 1967 wurde Hilmar Weiß 1967 Leiter der Abteilung Handel, Versorgung u. Außenhandel des ZK der SED und bekleidete diese Funktion bis zum Ende der DDR 1989.
1968 schloss er seine Promotion zum Dr. rer. oec. an der Hochschule für Ökonomie Berlin (HfÖ) mit einer Dissertation zum Thema Die Planung und Leitung der Außenwirtschaft nach Ländern im ökonomischen System des Sozialismus ab.
Nachdem er im April 1981 (X. Parteitag) Kandidat der Zentralen Revisionskommission (ZRK) der SED wurde, war er von April 1986 (XI. Parteitag) bis 1989 deren Mitglied. 1990 trat er in den Vorruhestand.

## Auszeichnungen
- 1965 Vaterländischer Verdienstorden in Bronze, 1975 in Silber und 1978 sowie 1988 in Gold
- 1970 Orden Banner der Arbeit
- 1975 Kampforden „Für Verdienste um Volk und Vaterland“
- 1979 Ehrentitel Verdienter Mitarbeiter des Handels der Deutschen Demokratischen Republik
- 1984 Ehrenspange zum Vaterländischen Verdienstorden in Gold